# José Cornejo Franco
José Cornejo Franco (Tepatitlán de Morelos, Jalisco, 9 de diciembre de 1900 - Guadalajara, Jalisco, 26 de diciembre de 1977) fue un escritor, historiador, bibliotecólogo, bibliógrafo, catedrático, investigador y académico mexicano. Se especializó en la historia del estado de Jalisco.

## Biografía
Fue hijo de José María Cornejo Venegas y María de Jesús Franco. Realizó sus primeros estudios en la ciudad de Guadalajara en el Colegio López Cotilla, en el Instituto San José y en la Escuela Preparatoria de Jalisco, en donde fue nombrado encargado de la biblioteca de 1920 a 1922.  En 1921, dirigió la revista estudiantil Bohemia y colaboró para La Gaceta de Guadalajara con el artículo "La nueva generación literaria de Jalisco" en el número especial publicado durante las celebraciones del centenario de la consumación de la Independencia de México. Participó en grupos literarios, entre ellos, la Sociedad "Enrique González Martínez" (que fundó su maestro Agustín Basave), el grupo Sin Número y Sin Nombre, y el grupo Ariel.666  Publicó ensayos en las revistas Bohemia, Bandera de Provincias y Ecos. 
Invitado por José Guadalupe Zuno, participó en las actividades académicas de la Universidad de Guadalajara. Fue director del Instituto de Bibliotecas de la Universidad de Guadalajara. Designado por Enrique Díaz de León, dirigió la Biblioteca Pública del Estado de Jalisco de 1930 a 1931, repitiendo nuevamente el cargo desde 1949 hasta su muerte. Fue uno de los pioneros de esta disciplina y estuvo al tanto de las innovaciones concurriendo a ferias de libros, asistiendo a eventos bibliográficos y visitando bibliotecas en Estados Unidos, al ser invitado por el gobierno de dicho país.  Impartió clases de literatura e historia de México en la Escuela Preparatoria de Jalisco y en la Escuela Normal de Jalisco.
Fue subdirector del Museo del Estado de Jalisco. En 1935 fue designado encargado de la edición del Boletín de la Junta Auxiliar Jalisciense de la Sociedad Mexicana de Geografía y Estadística. Continuó publicando artículos y ensayos en la Revista de Revistas, y en los periódicos Las Noticias y El Sol de Guadalajara. Impartió cátedra en la Facultad de Derecho, dirigió el seminario de historia del derecho y realizó tareas de investigación en historia en el Departamento de Geografía y Estadística de la Universidad de Guadalajara.
En 1950, fue nombrado miembro de la Academia Mexicana de la Historia, presentando un trabajo sobre la vida y obra de Fray Luis del Refugio Palacio y Basave. En 1952, compiló la obra poética de Aurelio Luis Gallardo. En 1953, por parte del gobierno del estado de Jalisco, recibió la Medalla al Mérito "José María Vigil". Ese mismo año, fue nombrado miembro de la Academia Mexicana de la Lengua y en 1957 la Universidad de Guadalajara lo distingue con el título de "Maestro Honorario Vitalicio".
Murió en la ciudad de Guadalajara el 26 de diciembre de 1977.

## Obras publicadas
Cornejo Franco fue ensayista y articulista, publicó en diversas revistas y periódicos, fue, además, prologuista, editor y compilador. Entre sus obras destacan:
- "El centenario de Vigil".
- "Teatro religioso".
- "Para biobibliografía de Fray Servando".
- "El doctor Cos", en 1932.
- "El centenario de Altamirano", en 1932.
- "Buzeta y la introducción del agua a Guadalajara", en 1932.
- "La literatura en Jalisco".
- "Los primeros impresos tapatíos", en 1937.
- "Guadalajara colonial", en 1939.
- "La introducción del agua en Guadalajara", en 1941.
- "Testimonios de Guadalajara", en 1942.
- "Conmemoración del IV centenario del asiento definitivo de Guadalajara", en 1943.
- "La calle de San Francisco", en 1945.
- "Monografías mexicanas del arte", en 1945.
- "Guadalajara", en 1945.
- "El grupo liberal reformista", en 1959.
- "Reseña de la Catedral de Guadalajara", en 1960.